# 1994-es MotoGP-világbajnokság
Az 1994-es gyorsaságimotoros-világbajnokság volt a MotoGP 46. szezonja.

## Összefoglaló
A királykategóriában ebben az évben szerezte meg pályafutása első világbajnoki címét Mick Doohan. Az évad során kilenc győzelmet aratott, ez volt a legtöbb Giacomo Agostini óta, aki 1972-ben 11 versenyt nyert meg. Az előző évi világbajnokság győztese, Kevin Schwantz a szezon kezdete előtt, egy biciklibalesetben megsérült, és hat versenyen is nem teljesen gyógyultan versenyzett. Ő végül negyedik lett összetettben.
A 250-es kategóriában is egy nagy sorozat kezdődött, ugyanis itt Max Biaggi szerezte meg első világbajnoki címét. A nyolcadlitereseknél a japán Szakata Kazuto végzett az élen, ő volt az első japán, aki európai gyártó színeiben szerezte meg a világbajnoki címet.

## Versenyek
| #  | Verseny          | Helyszín      | 125 cm³ győztes   | 250 cm³ győztes      | 500 cm³ győztes | Összefoglaló |
| -- | ---------------- | ------------- | ----------------- | -------------------- | --------------- | ------------ |
| 1  | ausztrál nagydíj | Eastern Creek | Szakata Kadzuto   | Max Biaggi           | John Kocinski   | Összefoglaló |
| 2  | maláj nagydíj    | Shah Alam     | Ueda Noboru       | Max Biaggi           | Mick Doohan     | Összefoglaló |
| 3  | japán nagydíj    | Suzuka        | Cudzsimura Takesi | Okada Tadajuki       | Kevin Schwantz  | Összefoglaló |
| 4  | spanyol nagydíj  | Jerez         | Szakata Kadzuto   | Jean-Philippe Ruggia | Mick Doohan     | Összefoglaló |
| 5  | osztrák nagydíj  | Salzburgring  | Dirk Raudies      | Loris Capirossi      | Mick Doohan     | Összefoglaló |
| 6  | német nagydíj    | Hockenheim    | Dirk Raudies      | Loris Capirossi      | Mick Doohan     | Összefoglaló |
| 7  | Holland TT       | Assen         | Szakata Kadzuto   | Max Biaggi           | Mick Doohan     | Összefoglaló |
| 8  | olasz nagydíj    | Mugello       | Ueda Noboru       | Ralf Waldmann        | Mick Doohan     | Összefoglaló |
| 9  | francia nagydíj  | Le Mans       | Ueda Noboru       | Loris Capirossi      | Mick Doohan     | Összefoglaló |
| 10 | brit nagydíj     | Donington     | Cudzsimura Takesi | Loris Capirossi      | Kevin Schwantz  | Összefoglaló |
| 11 | cseh nagydíj     | Brno          | Szakata Kadzuto   | Max Biaggi           | Mick Doohan     | Összefoglaló |
| 12 | amerikai nagydíj | Laguna Seca   | Cudzsimura Takesi | Doriano Romboni      | Luca Cadalora   | Összefoglaló |
| 13 | argentin nagydíj | Buenos Aires  | Jorge Martínez    | Okada Tadajuki       | Mick Doohan     | Összefoglaló |
| 14 | európai nagydíj  | Catalunya     | Dirk Raudies      | Max Biaggi           | Luca Cadalora   | Összefoglaló |

## Végeredmény

### 500 cm³
| #  | Versenyző       | Rajtszám | Motor               | Pont | Győzelmek |
| -- | --------------- | -------- | ------------------- | ---- | --------- |
| 1  | Michael Doohan  | 4        | HRC-Honda           | 317  | 9         |
| 2  | Luca Cadalora   | 5        | Marlboro-Yamaha     | 174  | 2         |
| 3  | John Kocinski   | 11       | Cagiva              | 172  | 1         |
| 4  | Kevin Schwantz  | 1        | Lucky Strike-Suzuki | 169  | 2         |
| 5  | Alberto Puig    | 17       | Ducados-Honda       | 152  | 0         |
| 6  | Àlex Crivillé   | 8        | HRC-Honda           | 144  | 0         |
| 7  | Itó Sinicsi     | 7        | HRC-Honda           | 141  | 0         |
| 8  | Alex Barros     | 6        | Lucky Strike-Suzuki | 134  | 0         |
| 9  | Doug Chandler   | 10       | Cagiva              | 103  | 0         |
| 10 | Niall Mackenzie | 50       | Slick 50-Yamaha     | 83   | 0         |

### 250 cm³
| #  | Versenyző            | Rajtszám | Motor   | Pont | Győzelmek |
| -- | -------------------- | -------- | ------- | ---- | --------- |
| 1  | Max Biaggi           | 4        | Aprilia | 234  | 5         |
| 2  | Okada Tadajuki       | 8        | Honda   | 214  | 2         |
| 3  | Loris Capirossi      | 2        | Honda   | 199  | 4         |
| 4  | Doriano Romboni      | 5        | Honda   | 170  | 1         |
| 5  | Ralf Waldmann        | 28       | Honda   | 156  | 1         |
| 6  | Jean-Philippe Ruggia | 17       | Aprilia | 149  | 1         |
| 7  | Harada Tecuja        | 1        | Yamaha  | 109  | 0         |
| 8  | Jean-Michel Bayle    | 22       | Aprilia | 105  | 0         |
| 9  | Luis d'Antin         |          | Honda   | 100  | 0         |
| 10 | Aoki Nobuacu         | 10       | Honda   | 95   | 0         |

### 125 cm³
| #  | Versenyző           | Rajtszám | Motor   | Pont | Győzelmek |
| -- | ------------------- | -------- | ------- | ---- | --------- |
| 1  | Szakata Kadzuto     | 2        | Aprilia | 224  | 4         |
| 2  | Ueda Noboru         | 5        | Honda   | 194  | 3         |
| 3  | Cudzsimura Takesi   | 3        | Honda   | 190  | 3         |
| 4  | Dirk Raudies        | 1        | Honda   | 162  | 3         |
| 5  | Peter Öttl          | 10       | Aprilia | 160  | 0         |
| 6  | Jorge Martínez      | 7        | Yamaha  | 135  | 1         |
| 7  | Stefano Perugini    | 32       | Aprilia | 106  | 0         |
| 8  | Tokudome Maszaki    |          | Honda   | 87   | 0         |
| 9  | Olivier Petrucciani | 7        | Aprilia | 74   | 0         |
| 10 | Herri Torrontegui   | 9        | Aprilia | 73   | 0         |